# Мілобондз (Тчевський повіт)
Мілобондз (пол. Miłobądz, нім. Mühlbanz) — село в Польщі, у гміні Тчев Тчевського повіту Поморського воєводства.
Населення — 1112 осіб (2011).
У 1975-1998 роках село належало до Гданського воєводства.

## Демографія
Демографічна структура станом на 31 березня 2011 року:
|          | Загалом | Допрацездатний вік | Працездатний вік | Постпрацездатний вік |
| -------- | ------- | ------------------ | ---------------- | -------------------- |
| Чоловіки | 565     | 126                | 400              | 39                   |
| Жінки    | 547     | 116                | 342              | 89                   |
| Разом    | 1112    | 242                | 742              | 128                  |